# Synasterope williamsae
Synasterope williamsae är en kräftdjursart som beskrevs av Louis S. Kornicker 1986. Synasterope williamsae ingår i släktet Synasterope och familjen Cylindroleberididae. Inga underarter finns listade i Catalogue of Life.